# Министерство транспорта Великобритании
Министерство транспорта Великобритании ответственно за транспортную сеть Великобритании. Министерство находится в ведении государственного секретаря по вопросам транспорта, в настоящее время Хейди Александер (с 29 ноября 2024 года).

## История
- 2002 — н. в.: Министерство транспорта
- 2001—2002: Министерство транспорта, местного самоуправления и регионов
- 1997—2001: Министерство охраны окружающей среды, транспорта и регионов
- 1981—1997: Департамент транспорта
- 1979—1981: Министерство транспорта
- 1976—1979: Департамент транспорта
- 1970—1976: Министерство охраны окружающей среды
- 1959—1970: Министерство транспорта
- 1953—1959: Министерство транспорта и гражданской авиации
- 1945—1953: Министерство транспорта
- 1941—1945: Военное министерство транспорта — после поглощения министерства судоходства
- 1919—1941: Министерство транспорта
- Создано в 1919 году путем преобразования правительственного Управления дорог. Также вновь образованному министерству был передан функционал Управления здравоохранения и Управления торговли в части вопросов, касающихся транспорта.

## Роль
- Обеспечение устойчивого экономического роста и повышения производительности за счет надежных и эффективных транспортных сетей;
- улучшение экологических показателей транспорта;
- безопасность и охрана транспорта
- расширение доступа к рабочим местам, сервисов и социальных сетей, в том числе для наиболее обездоленных людей.

## Отдел по расследованию авиационных происшествий Великобритании
Отдел расследования воздушных инцидентов (англ. Air Accidents Investigation Branch) занимается расследованием воздушных происшествий гражданской авиации на территории Великобритании и ее заморских владений. Штаб-квартира расположена в аэропорту Фарнборо.